# Aardvarken
Het aardvarken (Orycteropus afer) is een zoogdier dat voorkomt in vrijwel geheel Afrika ten zuiden van de Sahara. De wetenschappelijke naam van de soort werd voor het eerst geldig gepubliceerd door Peter Simon Pallas in 1766. Ondanks de naam en vage gelijkenis is het aardvarken geen familie van het varken, maar nauwer verwant aan tenreks en goudmollen, springspitsmuizen, olifanten en klipdassen. Het is de enige overlevende vertegenwoordiger van de orde der buistandigen (Tubulidentata).
Het aardvarken is makkelijk te herkennen aan zijn grote oren, korte poten en varkenssnuit. Zijn voedsel bestaat voornamelijk uit termieten en mieren. Het aardvarken heeft een weinig behaarde huid.

## Kenmerken
Het aardvarken is een stevig dier met korte poten en een lange snuit. Het heeft een dikke huid die spaarzaam behaard is met borstelharen. Jongere dieren zijn over het algemeen kaler en rimpeliger. De huid is gelig of bruinig grijs van kleur, maar vaak donkerder door het wroeten in de aarde. De kop loopt uit in een spitse, varkensachtige snuit met een kleine bek. Deze snuit is rond, zacht en beweeglijk. Langs de neusgaten zit dicht haar. In de bek heeft het een lange tong.
De oren zijn groot en puntig, als die van een ezel. De korte, sterke poten hebben grote klauwen, die hij gebruikt om te graven en als wapen tegen vijanden. De staart is lang, dik en stevig. De staartpunt en de zijkanten van het gezicht van wijfjes zijn meestal wit of bleker van kleur, en donkerder bij mannetjes. Het dier is ongeveer 1,6 m lang, 58 tot 66 cm hoog en 40 tot 82 kg zwaar. De staart is 44 tot 63 cm lang.
Het heeft een uitstekende reuk- en goede gehoorzin, maar het zichtvermogen is vrij slecht ontwikkeld. Op de snuit zitten kleine vlezige tentakeltjes, die dienen als tastorgaan.

## Verspreiding en leefgebied
Het aardvarken leeft in open savannes en licht beboste gebieden, voornamelijk in gebieden met het gehele jaar door termieten en mieren en losse, zachte grond om in te graven. Het komt niet voor in gebieden die regelmatig overstromen, en in gebieden met een harde grond. Het aardvarken komt voor in het grootste deel van Afrika ten zuiden van de Sahara. Vroeger kwam hij ook verder noordwaarts voor, langs de Nijl en in het Ahaggargebergte.

## Leefwijze
Een aardvarken is een schuw, solitair nachtdier. Soms laat het zich ook overdag zien. Doordat het zich overdag diep onder de grond verstopt, is weinig over dit dier bekend. Omdat de ideale grond om een hol in te graven op enige afstand kan liggen van gebieden met veel termietennesten, moet een aardvarken soms op een nacht grote afstanden afleggen, tot zo'n 30 km.
De dag brengt het aardvarken door in een diep, zelfgegraven ondergronds hol dat meer dan zes meter diep kan zijn. Het aardvarken maakt regelmatig holen om zich in te verschuilen voor roofdieren of voor slecht weer. Vrouwtjes zijn standvastiger. Tijdelijke aardvarkenholen zijn vrij simpel en slechts enkele meters lang, met een slaapkamer aan het einde van een gang. Zulke eenvoudige holen zijn veel algemener dan de meer complexe, vaste holen van vrouwtjes die meerdere gangen en kamers hebben, en acht of meer ingangen. Ze kunnen tot zes meter diep zijn en de ingang is vaak toegestopt met een klein ventilatiegat boven in de stop. Het dier graaft ondiepe kuilen waarin het zijn uitwerpselen achterlaat en begraaft.
Het aardvarken leeft meestal solitair en bakent een territorium af met geurmarkeringen. In gebieden waar aardvarkens zeer algemeen zijn, kan een complex hol gedeeld worden door twee of drie aardvarkens. Ook andere dieren maken gebruik van deze holen, waaronder verscheidene kleine en middelgrote zoogdieren als vleermuizen, knobbelzwijnen en roofdieren als de aardwolf, vogels als de dwergbijeneter en verscheidene soorten reptielen.

### Voedingsgewoontes
Het aardvarken gaat 's nachts, een uur of twee na zonsondergang, op zoek naar termieten en mieren. Deze vindt het met behulp van zijn reuk- en gehoorzin. Wanneer het een termietenheuvel gevonden heeft, maakt het met zijn klauwen een klein gaatje in de heuvel. Daarna steekt hij zijn plakkerige tong, die zo'n halve meter lang is, in de heuvel en haalt zo een reeks termieten naar binnen. Het kauwt nauwelijks op zijn voedsel en insecten worden pas vermalen in de gespierde maag.
Het plundert zelden een heuvel leeg, waarschijnlijk verjaagd door het gif van de soldaattermieten. Hierdoor kan het meerdere nachten eten van een nest. Om toch voldoende binnen te krijgen, bezoekt hij meerdere termietenheuvels en mierennesten per nacht. Wanneer het voedsel schaars wordt, eet hij zachte insecten als de larven van mestkevers en vruchten als kalebassen.

### Voortplanting
Een wijfje draagt haar jongen zo'n zeven maanden. Eén jong wordt geboren voor of tijdens het regenseizoen, wanneer er veel voedsel is. Tweelingen zijn zeldzaam maar komen voor. Het jong wordt kaal en blind geboren in een ondergronds hol waar het de eerste twee weken blijft. Na drie maanden eet het voor het eerst vast voedsel. Het blijft zo'n zes maanden bij de moeder. In deze periode leert het naar voedsel zoeken en graven. Na twee jaar is het geslachtsrijp. Het aardvarken wordt maximaal 18 jaar oud.

## Vijanden
De belangrijkste vijanden van het aardvarken zijn wilde honden, pythons, leeuwen en luipaarden. Jonge aardvarkens kunnen ook worden gegrepen door knobbelzwijnen. Boeren jagen op het aardvarken omdat de holen onhandig zijn en gevaarlijk voor landbouwmachines, vee en dijken.
Als het aardvarken merkt dat hij niet kan winnen vlucht hij naar zijn hol, of hij graaft een kuil. Met zijn klauwen en enorm sterke poten maakt een aardvarken binnen vijf minuten een gang van enkele meters lang, waar hij helemaal in past. Daarbij verzet hij enkele kubieke meters grond.

## Andere namen
Zuid-Afrika: Aardvark

 Zuid-Afrika: Erdvark